# Amy C. Henrici
Amy C. Henrici (* 24. November 1957 in Pittsburgh, Pennsylvania) ist eine US-amerikanische Wirbeltier-Paläontologin.

## Leben
Henrici erlangte 1979 den Bachelor of Arts am Hiram College in Hiram, Ohio und 1989 den Master of Science von der University of Pittsburgh mit der Arbeit Chelomophrynus bayi (anura, Rhinophrynidae), a new genus and species from The Middle Eocene of Wyoming: ontogeny and relationships. 1979 begann sie ihre Karriere am Carnegie Museum of Natural History, wo sie zunächst als Labortechnikerin, 1980 als Forschungsassistentin, von 1980 bis 1984 als Kuratoriumsassistentin, von 1985 bis 1986 als Präparatorin in der Abteilung für Paläobotanik, von 1985 bis 2002 als Präparatorin in der Abteilung für Wirbeltierpaläontologie und von 2003 bis 2004 als stellvertretende Sammlungsleiterin tätig war. Seit 2005 ist sie Sammlungsmanagerin in der Abteilung für Wirbeltierpaläontologie des Carnegie Museum of Natural History. 
Von 1998 bis 2000 war sie Redaktionsmitglied in der Society of Vertebrate Paleontology. Zudem ist sie Mitglied der Paleontological Society. Seit 2007 ist sie wissenschaftliche Mitarbeiterin in der Wissenschaftsabteilung des New Mexico Museum of Natural History and Science.
Zu Henricis paläontologischen Forschungsprojekten zählen die Fische und Landwirbeltiere des späten Pennsylvanium bis zum frühen Perm in Colorado, New Mexico und Utah, Landwirbeltiere des frühen Perms im Steinbruch Bromacker in Mitteldeutschland, die Dinosauriergattung Coelophysis und andere Reptilien in der Chinle-Formation der Trias von New Mexico, Säugetiere und Frösche des oberen Jura von Colorado, Säugetiere und Frösche des Tertiärs von Montana, Nevada und Wyoming, Amphibien und Reptilien des Pleistozäns von West Virginia sowie Seesedimentkerne und Oberflächensedimentproben (Pollen und Samen) aus Seen in Wyoming.
Henrici arbeitete häufig mit dem Paläontologen David S. Berman (* 1940) zusammen.

## Erstbeschreibungen von Amy C. Henrici
- Chelomophrynus Henrici, 1991
- Tephrodytes Henrici, 1994
- Rhadinosteus Henrici, 1998
- Eudibamus Berman, Reisz, Scott, Henrici, Sumida & Martens, 2000
- Xenopus arabiensis Henrici & Báez, 2001
- Orobates Berman, Henrici, Kissel, Sumida & Martens, 2004
- Elkobatrachus Henrici & Haynes, 2006
- Georgenthalia Anderson, Henrici, Sumida, Martens & Berman, 2008
- Fedexia Berman, Henrici, Brezinski & Kollar, 2010
- Daemonosaurus Sues, Nesbitt, Berman & Henrici, 2011
- Rotaryus Berman, Henrici, Martens, Sumida & Anderson, 2011
- Tambaroter Henrici, Martens, Berman & Sumida, 2011
- Aerugoamnis Henrici, Báez & Grande, 2013
- Tambacarnifex Berman, Henrici, Sumida, Martens & Pelletier, 2014
- Palodromeus Schoch, Henrici & Hook, 2020
- Shashajaia Huttenlocker, Singh, Henrici & Sumida, 2021
- Eoscansor Lucas, Rinehart, Celeskey, Berman, Henrici, 2022
- Melanedaphodon Mann, Henrici, Sues, Pierce, 2023